# カール・ヤコブ・ハイン
カール・ヤコブ・ハイン (Karl Jakob Hein , 2002年4月13日 - )は、エストニア・ポルヴァ県ポルヴァ出身のサッカー選手。プレミアリーグ・アーセナルFC所属。ポジションはGK。サッカーエストニア代表。

## クラブ経歴
エストニアの国内リーグメスタリリーガでのプレーを経て、2018年5月にアーセナルFCと契約。加入後U-18ユースチームに配属され、2018-19シーズンは同ユースリーグで5試合に出場。翌2019-20シーズンはU-23チームに昇格し、プレミアリーグ2 (U-23リーグ)で正GKを任され、将来のアーセナルの正守護神として注目を集める。
2021-22シーズンにトップチーム昇格が決まり、2021年9月17日にアーセナルと長期契約を締結。同シーズンもU-23リーグでのプレーが中心となり、2022年1月25日にレディングFCへの同シーズン終了までのローン移籍が発表。2月9日のブリストル・シティFC戦で先発で起用され、トップチームデビューを果たすも、試合は1-2で敗れた。レディングでは5試合出場するが、2月末に負った指のけがのため、シーズンの残り試合に出場できなくなったため、ローン移籍を打ち切ってアーセナルに復帰した。
2022-23シーズンは正式にトップチームの3rdゴールキーパーとしてベンチ入りするようになり、2022年11月9日のEFLカップ・ブライトン戦で先発、トップチームデビューを飾った。
2024年6月24日、アーセナルと契約延長したことが公式発表された。同年8月13日、スペインの1部リーグであるプリメーラ・ディビシオンに昇格したレアル・バリャドリードに2025年6月30日までのローン移籍をすることが公式発表された。

## 代表経歴
プロデビュー前の2017年から、ユース世代のエストニア代表の正GKを任され、2020年9月に18歳でフル代表に初招集。5日のUEFAネーションズリーグのジョージア戦で代表戦初出場。以降A代表の正守護神に定着している。